# IJzerhout
De term ijzerhout wordt wel gebruikt om (heel) hard hout aan te duiden, hetzij als zelfstandig woord of als deel van de naam van een houtsoort of boomsoort. Wat ervaren wordt als “(heel) hard” zal verschillen, en er is geen officiële definitie van het begrip (net zoals er geen officiële definitie is van “hardhout”). Ruwweg is onderscheid te maken tussen de volgende hoofdredenen om iets als ijzerhout aan te duiden:
- Hout uit de tropen dat heel hard en zwaar is, en donker van kleur[1],
- Hout dat heel hard en zwaar is[2],
- Hout dat harder en zwaarder is dan andere soorten die in hetzelfde gebied groeien.

De term ijzerhout, of het woord-element ijzerhout, werd vooral gebruikt voor hout dat toegepast werd voor voorwerpen die veeleer van ijzer gemaakt worden, zoals gereedschappen, (eenvoudige) werktuigen, spoorrails, etc. In recente tijden, sinds staal door massaproductie zo goedkoop werd, raakt de term dan ook steeds meer in onbruik.
Omdat de hardheid van hout sterk gecorreleerd is met het gewicht, is het bepaald geen uitzondering als een (luchtdroog) stuk hout dat aangeduid wordt als “ijzerhout” in water zal zinken. Anderzijds geldt ook dat dit bepaald geen vereiste is. Er zijn overigens heel veel houtsoorten die in water zinken (en die zijn vaak niet alleen ook (heel) hard, maar ook donker van kleur), maar veruit de meeste daarvan worden niet (of nauwelijks) internationaal verhandeld.

## Voorbeelden

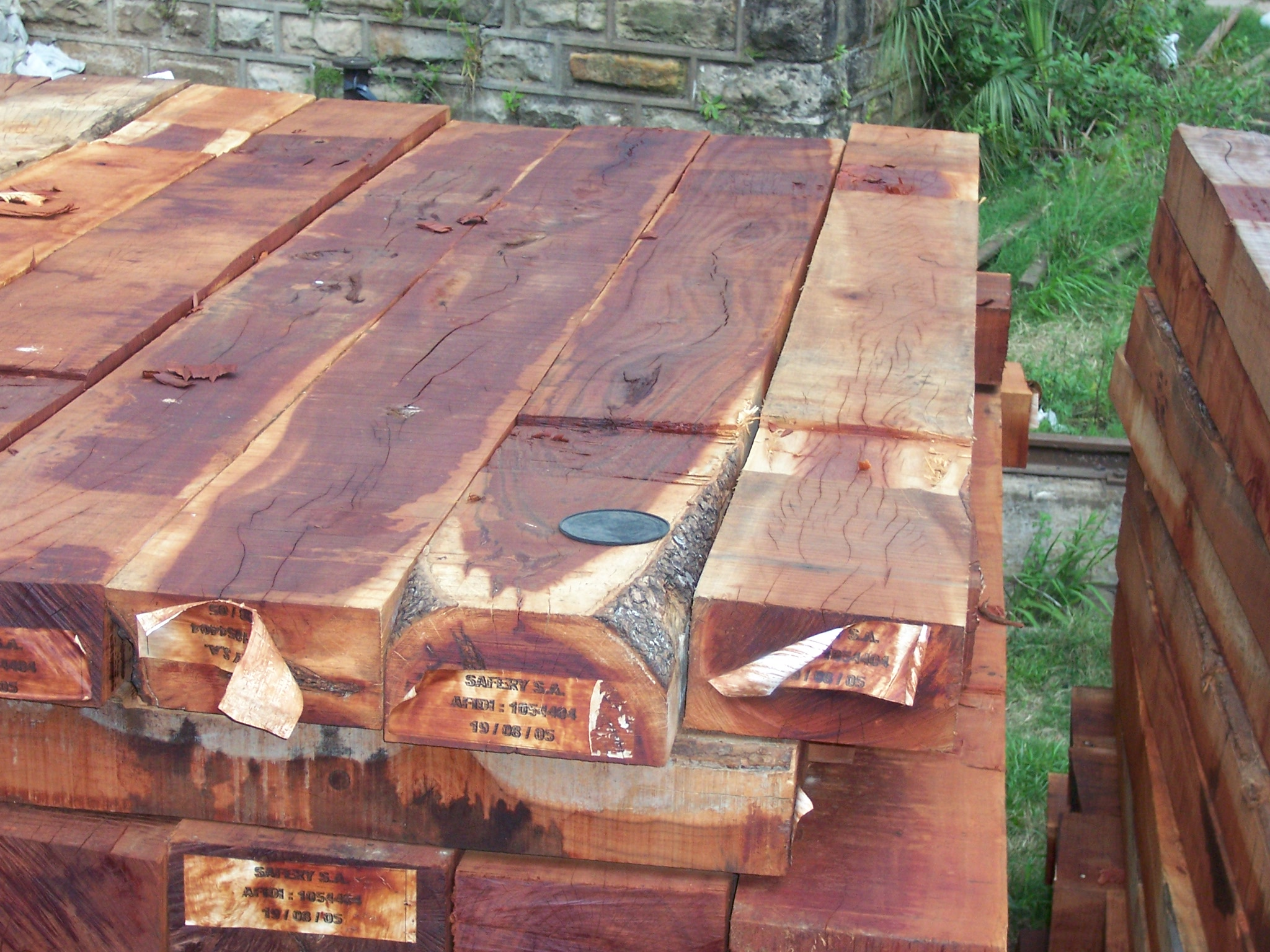
Dwarsliggers van Quebracho colorado (Schinopsis spp.), een berucht harde houtsoort, die geen naam heeft met “ijzerhout” erin

Houtsoorten die ooit een officieuze naam hebben gehad met daarin het element “ijzerhout” zijn bijvoorbeeld het “Moluks ijzerhout” (merbau, van Intsia spp.) en “Borneo ijzerhout” (van Eusideroxylon zwageri: de geslachtsnaam betekent “goed ijzerhout”).
Een houtsoort die in het buitenland (VK, Duitsland) wel een officieuze naam heeft gehad met daarin het equivalent van “ijzerhout” is azobé (van Lophira alata).
Een boomsoort met een naam met daarin het element “ijzerhout” is Perzisch ijzerhout (Parrotia persica).
Een boomsoort die in het buitenland een naam heeft met daarin het equivalent van “ijzerhout” is de Amerikaanse hopbeuk die in Canada “ironwood” heet (maar in de VS “American hophornbeam” of “Eastern hophornbeam”).

## Overig
Ook in wetenschappelijke namen komt deze intentie wel terug, en wel in de vorm “sideroxylon”, zoals Eucalyptus sideroxylon: dit hoeft overigens niet te betekenen dat het hout harder is dan in verwante soorten. Er is ook een geslacht Sideroxylon.